# Зубрилова, Елена Николаевна
Еле́на Никола́евна Зубри́лова (Огурцо́ва) (25 февраля 1973, Шостка, Сумская область) — украинская и белорусская биатлонистка, обладательница 17 наград чемпионатов мира в 1996—2005 годах, в том числе 4 золотых.
Завершила свою карьеру в большом спорте в сезоне 2006/2007 году, в возрасте 33 лет. А затем перешла на должность тренера молодёжной сборной Беларуси по биатлону.
В биатлон перешла в 1991 году когда ей было уже 18 лет. А до биатлона занималась лыжными гонками. В 2002 году сменила гражданство с украинского на белорусское.
Участница Олимпийских игр 1998, 2002 и 2006 года. Несмотря на многочисленные успехи на чемпионатах мира и в Кубке мира, Елене так и не удалось выиграть ни одной медали на Олимпийских играх. Её лучшим достижением в личных гонках было пятое место на Олимпийских играх 2006 года в Турине, когда она всего 9,1 сек проиграла чемпионке Флоранс Баверель-Робер, а от третьего места Зубрилову отделили 2,5 сек. На той же Олимпиаде 2006 года Зубрилова в составе сборной Беларуси заняла 4-е место в эстафете.

## Кубок мира
- 21 личная победа на этапах Кубка мира
- 2-е место в общем зачёте в сезонах 1998/99 и 1999/00
- 3-е место в общем зачёте в сезоне 2000/01

За Украину
- 1997—1998 — 19-е место (115 очков)
- 1998—1999 — 2-е место (467 очков)
- 1999—2000 — 2-е место (424 очков)
- 2000—2001 — 3-е место (774 очка)
- 2001—2002 — 6-е место (583 очка)

За Беларусь
- 2002—2003 — 5-е место (634 очка)
- 2003—2004 — 9-е место (543 очков)
- 2004—2005 — 7-е место (557 очков)
- 2005—2006 — 9-е место (491 очко)

## Награды, звания и премии
- Орден «За заслуги» ІІ степени (1999)[3].
- Орден «За заслуги» ІІІ степени (1997)[4].
- Заслуженный мастер спорта Украины.
- Мастер спорта Республики Беларусь международного класса (2003).
- Лауреат премии «Золотая десятка биатлона» (2008)[5].